# Melocichla mentalis
La melocicla dai mustacchi (Melocichla mentalis (Fraser, 1843)) è un uccello passeriforme della famiglia Macrosphenidae, diffuso nell'Africa subsahariana. È l'unica specie nota del genere Melocichla.

## Descrizione
È un passeraceo lungo 18–20 cm, con un piumaggio quasi uniformemente marrone sul dorso, più chiaro nelle parti inferiori, una lunga coda nera arrotondata, una sottile stria sopracciliare bianca e una stria mascellare nera.

## Distribuzione e habitat
La specie ha un ampio areale che comprende Angola, Benin, Burkina Faso, Burundi, Camerun, Repubblica Centrafricana, Ciad, Congo, Costa d'Avorio, Etiopia, Gabon, Ghana, Guinea, Guinea-Bissau, Kenya, Liberia, Malawi, Mali, Mozambico, Nigeria, Ruanda, Senegal, Sierra Leone, Sudan, Sudan del Sud, Tanzania, Togo, Uganda, Zambia, Zimbabwe.